# マルコ・コンスタンティーノ
マルコ・コスタンティーノ（Marco Costantino 、1991年5月8日 - ）は、イタリア・チェント出身のサッカー選手。ポジションはゴールキーパー。

## 代表歴
ユース年代の代表チームに招集されたことがあったが、デビューはできなかった。